# Élections municipales de 2020 dans la Meuse
Les élections municipales de 2020 dans la Meuse ont lieu le 15 mars 2020 avec un second tour initialement prévu le 22 mars. Comme dans le reste de la France, le report du second tour est annoncé en pleine crise sanitaire liée à la propagation du coronavirus (Covid-19). Le 22 mai, le Premier ministre Édouard Philippe annonce la tenue du second tour le 28 juin, date réversible suivant l'évolution de la pandémie sur le territoire national.

## Maires sortants et maires élus
Le scrutin est marqué par une stabilité relative. La gauche échoue à reprendre les villes perdues lors du scrutin précédent : Bar-le-Duc, Commercy et Ligny-en-Barrois. Elle perd Vignot face à un candidat sans étiquette. Elle confirme en revanche ses gains de 2014 et ravit même Sorcy-Saint-Martin à la droite. Conservant Bar-le-Duc et Ligny-en-Barrois, la droite échoue cependant à Belleville-sur-Meuse, où le maire sortant depuis 1988 est battu par une sans étiquette, Dieue-sur-Meuse, Gondrecourt-le-Château. Elle se console avec le gain de Montmédy. Les centristes, quant à eux, conservent Saint-Mihiel et Void-Vacon.
| Commune                     | Population | Maire sortant        | Parti  | Maire élu             | Parti  |
| --------------------------- | ---------- | -------------------- | ------ | --------------------- | ------ |
| Bar-le-Duc                  | 14 592     | Martine Joly         | DVD    | Martine Joly          | DVD    |
| Belleville-sur-Meuse        | 3020       | Yves Peltier         | LMR    | Marie-Paule Sourbrier | SE     |
| Bouligny                    | 2448       | Éric Bernardi        | PCF    | Éric Bernardi         | PCF    |
| Clermont-en-Argonne         | 1449       | Alain Chapé          | DVD    | Alain Chapé           | DVD    |
| Commercy                    | 5352       | Jérôme Lefevre       | DVD    | Jérôme Lefevre        | DVD    |
| Cousances-les-Forges        | 1675       | Francis Thirion      | DVC    | Francis Thirion       | DVC    |
| Dieue-sur-Meuse             | 1441       | Jean-Claude Dumont   | DVD    | Romuald Leprince      | SE     |
| Dugny-sur-Meuse             | 1313       | Fabricia Vol         | SE-DVG | Fabricia Vol          | SE-DVG |
| Étain                       | 3492       | Rémy Andrin          | DVG    | Rémy Andrin           | DVG    |
| Euville                     | 1644       | Alain Ferioli        | DVD    | Alain Ferioli         | DVD    |
| Fains-Véel                  | 2093       | Gérard Abbas         | LR     | Gérard Abbas          | LR     |
| Gondrecourt-le-Château      | 1065       | Stéphane Martin      | LR     | Daniel Renaudeau      | SE     |
| Lérouville                  | 1410       | Alain Vizot          | DVG    | Alain Vizot           | DVG    |
| Ligny-en-Barrois            | 3909       | Jean-Claude Rylko    | DVD    | Jean-Michel Guyot     | DVD    |
| Longeville-en-Barrois       | 1114       | Danielle Bouvier     | SE     | Lionel Beaufort       | SE     |
| Montmédy                    | 2040       | Yves Lecrique        | SE     | Pierre Léonard        | DVD    |
| Pagny-sur-Meuse             | 1006       | Armand Pagliari      | SE     | Armand Pagliari       | SE     |
| Revigny-sur-Ornain          | 2794       | Pierre Burgain       | PS     | Pierre Burgain        | PS     |
| Saint-Mihiel                | 4000       | Xavier Cochet        | MoDem  | Xavier Cochet         | MoDem  |
| Sorcy-Saint-Martin          | 1047       | Robert Deloge        | DVD    | Frank Martin          | DVG    |
| Stenay                      | 2492       | Stéphane Perrin      | SE-DVD | Stéphane Perrin       | SE-DVD |
| Thierville-sur-Meuse        | 3167       | Claude Antion        | DVD    | Claude Antion         | DVD    |
| Tronville-en-Barrois        | 1343       | Jacky Paul           | SE     | Daniel Briat          | SE     |
| Vaucouleurs                 | 1929       | Francis Favé         | DVC    | Francis Favé          | DVC    |
| Verdun                      | 16 877     | Samuel Hazard        | DVG    | Samuel Hazard         | DVG    |
| Vigneulles-les-Hattonchâtel | 1566       | Jean-Claude Zingerle | LR     | Jean-Claude Zingerle  | LR     |
| Vignot                      | 1299       | Guylaine Thomas      | DVG    | Nicolas Millot        | SE     |
| Void-Vacon                  | 1650       | Sylvie Rochon        | DVC    | Sylvie Rochon         | DVC    |

## Résultats dans les communes de plus de3 500 habitants

### Bar-le-Duc
- Maire sortante : Martine Joly (DVD)
- 33 sièges à pourvoir au conseil municipal (population légale 2017 : 14 985 habitants)
- 22 sièges à pourvoir au conseil communautaire (CA de Bar-le-Duc - Sud Meuse)

|                          |                          |                          |              |              |               |               |        |        |  |
| Tête de liste            | Tête de liste            | Liste                    | Premier tour | Premier tour | Deuxième tour | Deuxième tour | Sièges | Sièges |  |
| Tête de liste            | Tête de liste            | Liste                    | Voix         | %            | Voix          | %             | CM     | CC     |  |
|                          | Martine Joly             | DVD                      | 1 271        | 35,98        | 1 298         | 38,44         | 23     | 15     |  |
|                          | Benoît Dejaiffe          | DVG                      | 976          | 27,63        | 1 148         | 34,00         | 6      | 4      |  |
|                          | Pierre-Etienne Pichon    | DVC                      | 857          | 24,26        | 930           | 27,54         | 4      | 3      |  |
|                          | Jacquy Ultsch            | DIV                      | 228          | 6,45         |               |               | 0      | 0      |  |
|                          | Diana André              | DVC                      | 200          | 5,66         | 0             | 0             |        |        |  |
|                          |                          |                          |              |              |               |               |        |        |  |
| Exprimés                 | Exprimés                 | Exprimés                 | 3 532        | 95,77        | 3 376         | 96,43         |        |        |  |
| Votes blancs             | Votes blancs             | Votes blancs             | 67           | 1,82         | 61            | 1,74          |        |        |  |
| Votes nuls               | Votes nuls               | Votes nuls               | 89           | 2,41         | 64            | 1,83          |        |        |  |
| Total                    | Total                    | Total                    | 3 688        | 100          | 3 501         | 100           | 33     | 22     |  |
| Abstention               | Abstention               | Abstention               | 6 201        | 62,71        | 6 387         | 64,59         |        |        |  |
| Inscrits / participation | Inscrits / participation | Inscrits / participation | 9 889        | 37,29        | 9 888         | 35,41         |        |        |  |

### Commercy
- Maire sortant : Jérôme Lefevre (DVD)
- 29 sièges à pourvoir au conseil municipal (population légale 2017 : 5 536 habitants)
- 14 sièges à pourvoir au conseil communautaire (CC de Commercy - Void - Vaucouleurs)

|                          |                          |                          |              |              |               |               |        |        |  |
| Tête de liste            | Tête de liste            | Liste                    | Premier tour | Premier tour | Deuxième tour | Deuxième tour | Sièges | Sièges |  |
| Tête de liste            | Tête de liste            | Liste                    | Voix         | %            | Voix          | %             | CM     | CC     |  |
|                          | Jérôme Lefevre           | DVD                      | 702          | 44,51        | 838           | 55,02         | 23     | 11     |  |
|                          | Bernard Muller           | DVG                      | 570          | 36,14        | 685           | 44,97         | 6      | 3      |  |
|                          | Steven Mathieu           | GJ                       | 154          | 9,76         |               |               | 0      | 0      |  |
|                          | Baptiste Reinness        | RN                       | 151          | 9,57         | 0             | 0             |        |        |  |
|                          |                          |                          |              |              |               |               |        |        |  |
| Exprimés                 | Exprimés                 | Exprimés                 | 1 577        | 97,29        | 1 523         | 96,70         |        |        |  |
| Votes blancs             | Votes blancs             | Votes blancs             | 20           | 1,23         | 22            | 1,40          |        |        |  |
| Votes nuls               | Votes nuls               | Votes nuls               | 24           | 1,48         | 30            | 1,90          |        |        |  |
| Total                    | Total                    | Total                    | 1 621        | 100          | 1 575         | 100           | 29     | 14     |  |
| Abstention               | Abstention               | Abstention               | 1 791        | 52,49        | 1 838         | 53,85         |        |        |  |
| Inscrits / participation | Inscrits / participation | Inscrits / participation | 3 412        | 47,51        | 3 413         | 46,15         |        |        |  |

### Étain
- Maire sortant : Rémy Andrin (DVG)
- 27 sièges à pourvoir au conseil municipal (population légale 2017 : 3 580 habitants)
- 17 sièges à pourvoir au conseil communautaire (CC du pays d'Étain)

|                          |                          |                          |              |              |        |        |  |  |  |
| Tête de liste            | Tête de liste            | Liste                    | Premier tour | Premier tour | Sièges | Sièges |  |  |  |
| Tête de liste            | Tête de liste            | Liste                    | Voix         | %            | CM     | CC     |  |  |  |
|                          | Rémy Andrin              | DVG                      | 669          | 59,30        | 22     | 14     |  |  |  |
|                          | Marie-Françoise Leclerc  | DVG                      | 265          | 23,49        | 3      | 2      |  |  |  |
|                          | Muriel Fabe              | DVC                      | 194          | 17,19        | 2      | 1      |  |  |  |
|                          |                          |                          |              |              |        |        |  |  |  |
| Exprimés                 | Exprimés                 | Exprimés                 | 1 128        | 96,33        |        |        |  |  |  |
| Votes blancs             | Votes blancs             | Votes blancs             | 12           | 1,02         |        |        |  |  |  |
| Votes nuls               | Votes nuls               | Votes nuls               | 31           | 2,65         |        |        |  |  |  |
| Total                    | Total                    | Total                    | 1 171        | 100          | 27     | 17     |  |  |  |
| Abstention               | Abstention               | Abstention               | 1 363        | 53,79        |        |        |  |  |  |
| Inscrits / participation | Inscrits / participation | Inscrits / participation | 2 534        | 46,21        |        |        |  |  |  |

### Ligny-en-Barrois
- Maire sortant : Jean-Claude Rylko (DVD)
- 27 sièges à pourvoir au conseil municipal (population légale 2017 : 4 052 habitants)
- 6 sièges à pourvoir au conseil communautaire (CA de Bar-le-Duc - Sud Meuse)

|                          |                          |                          |              |              |               |               |        |        |  |
| Tête de liste            | Tête de liste            | Liste                    | Premier tour | Premier tour | Deuxième tour | Deuxième tour | Sièges | Sièges |  |
| Tête de liste            | Tête de liste            | Liste                    | Voix         | %            | Voix          | %             | CM     | CC     |  |
|                          | Jean-Michel Guyot        | DVD                      | 497          | 38,20        | 568           | 41,82         | 20     | 5      |  |
|                          | Franck Briey             | DVD                      | 480          | 36,89        | 548           | 40,35         | 5      | 1      |  |
|                          | Roger Beauxerois         | DVG                      | 324          | 24,90        | 242           | 17,82         | 2      | 0      |  |
|                          |                          |                          |              |              |               |               |        |        |  |
| Exprimés                 | Exprimés                 | Exprimés                 | 1 301        | 97,45        | 1 358         | 97,70         |        |        |  |
| Votes blancs             | Votes blancs             | Votes blancs             | 16           | 1,20         | 15            | 1,08          |        |        |  |
| Votes nuls               | Votes nuls               | Votes nuls               | 18           | 1,35         | 17            | 1,22          |        |        |  |
| Total                    | Total                    | Total                    | 1 335        | 100          | 1 390         | 100           | 27     | 6      |  |
| Abstention               | Abstention               | Abstention               | 1 545        | 53,65        | 1 477         | 51,52         |        |        |  |
| Inscrits / participation | Inscrits / participation | Inscrits / participation | 2 880        | 46,35        | 2 867         | 48,48         |        |        |  |

### Saint-Mihiel
- Maire sortant : Xavier Cochet (MoDem)
- 27 sièges à pourvoir au conseil municipal (population légale 2017 : 4 112 habitants)
- 17 sièges à pourvoir au conseil communautaire (CC du Sammiellois)

|                          |                          |                          |              |              |               |               |        |        |  |
| Tête de liste            | Tête de liste            | Liste                    | Premier tour | Premier tour | Deuxième tour | Deuxième tour | Sièges | Sièges |  |
| Tête de liste            | Tête de liste            | Liste                    | Voix         | %            | Voix          | %             | CM     | CC     |  |
|                          | Xavier Cochet            | DVC - MoDem              | 536          | 49,17        | 649           | 56,19         | 21     | 14     |  |
|                          | Louise Sion-D'Ettore     | DVD                      | 397          | 36,42        | 506           | 43,80         | 6      | 3      |  |
|                          | Sandrine Lhotte-Sidoli   | DVD                      | 157          | 14,40        |               |               | 0      | 0      |  |
|                          |                          |                          |              |              |               |               |        |        |  |
| Exprimés                 | Exprimés                 | Exprimés                 | 1 090        | 96,89        | 1 155         | 97,06         |        |        |  |
| Votes blancs             | Votes blancs             | Votes blancs             | 10           | 0,89         | 12            | 1,01          |        |        |  |
| Votes nuls               | Votes nuls               | Votes nuls               | 25           | 2,22         | 23            | 1,93          |        |        |  |
| Total                    | Total                    | Total                    | 1 125        | 100          | 1 190         | 100           | 27     | 17     |  |
| Abstention               | Abstention               | Abstention               | 1 240        | 52,43        | 1 161         | 49,38         |        |        |  |
| Inscrits / participation | Inscrits / participation | Inscrits / participation | 2 365        | 47,57        | 2 351         | 50,62         |        |        |  |

### Verdun
- Maire sortant : Samuel Hazard (DVG)
- 33 sièges à pourvoir au conseil municipal (population légale 2017 : 17 475 habitants)
- 26 sièges à pourvoir au conseil communautaire (CA du Grand Verdun)

|                          |                          |                          |              |              |        |        |  |  |  |
| Tête de liste            | Tête de liste            | Liste                    | Premier tour | Premier tour | Sièges | Sièges |  |  |  |
| Tête de liste            | Tête de liste            | Liste                    | Voix         | %            | CM     | CC     |  |  |  |
|                          | Samuel Hazard            | DVG                      | 3 508        | 85,98        | 31     | 25     |  |  |  |
|                          | Robert Weiten            | DVD                      | 572          | 14,01        | 2      | 1      |  |  |  |
|                          |                          |                          |              |              |        |        |  |  |  |
| Exprimés                 | Exprimés                 | Exprimés                 | 4 080        | 94,47        |        |        |  |  |  |
| Votes blancs             | Votes blancs             | Votes blancs             | 75           | 1,74         |        |        |  |  |  |
| Votes nuls               | Votes nuls               | Votes nuls               | 164          | 3,80         |        |        |  |  |  |
| Total                    | Total                    | Total                    | 4 319        | 100          | 33     | 26     |  |  |  |
| Abstention               | Abstention               | Abstention               | 7 278        | 62,76        |        |        |  |  |  |
| Inscrits / participation | Inscrits / participation | Inscrits / participation | 11 597       | 37,24        |        |        |  |  |  |